# George Windsor (hrabia St Andrews)

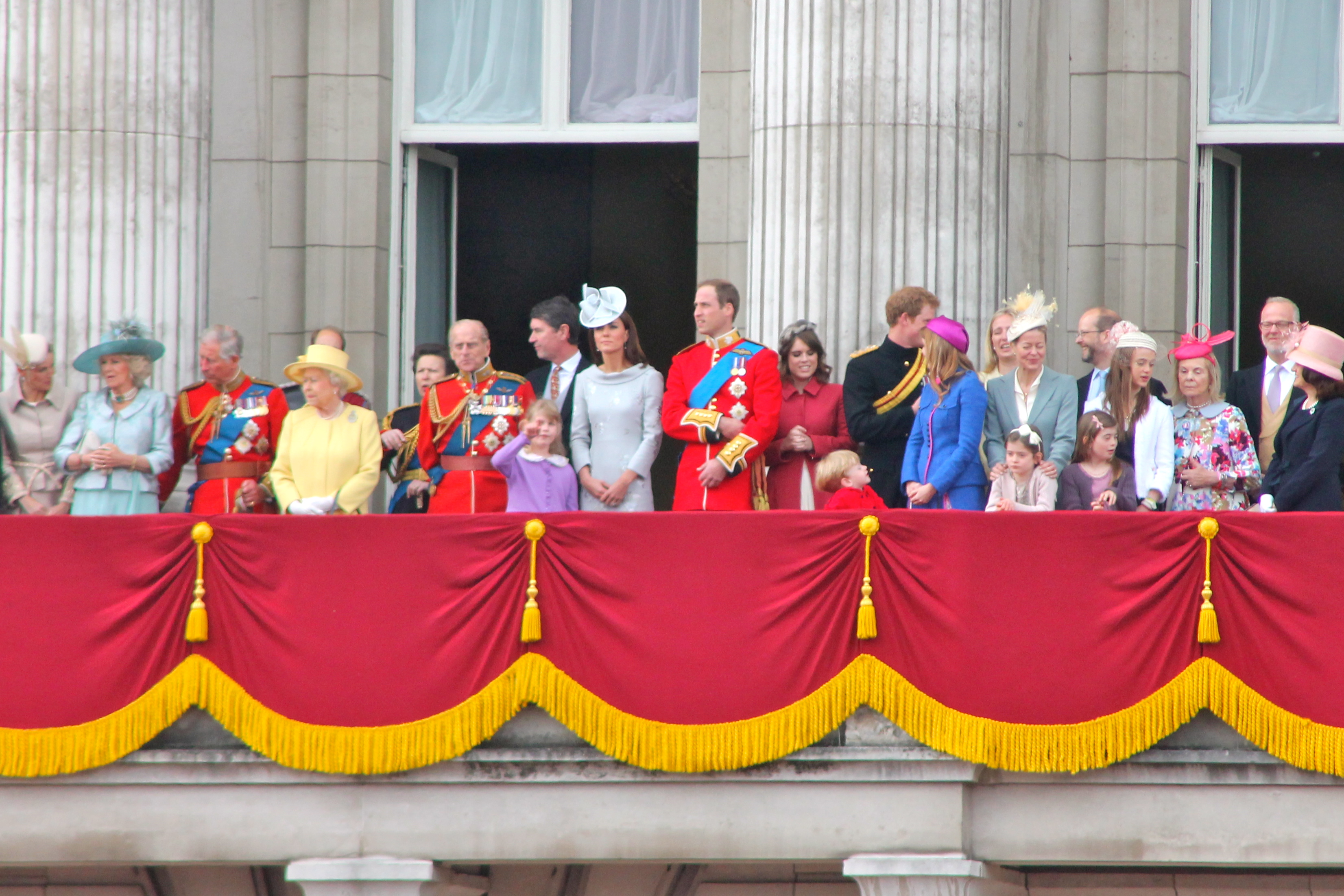
Jerzy Windsor (pierwszy z prawej w górnym rzędzie) wraz z rodziną królewską w 2012

George Windsor, hrabia St Andrews, właśc. George Philip Nicholas Windsor, Earl of St Andrews (ur. 26 czerwca 1962) – angielski filantrop, były dyplomata, członek brytyjskiej rodziny królewskiej. Najstarszy syn Edwarda, księcia Kentu i Katarzyny, księżnej Kentu. Obecnie czterdziesty pierwszy w linii sukcesji do brytyjskiego tronu.

## Edukacja, działalność zawodowa i charytatywna
Kształcił się w Eton College. Ukończył historię w Downing College na Uniwersytecie w Cambridge. Jako dyplomata brytyjski służył na placówkach w Nowym Jorku i Budapeszcie. Pracował w domu aukcyjnym Christie’s jako specjalista w zakresie dawnej książki.
Był powiernikiem organizacji charytatywnych: SOS Wioski Dziecięce (SOS Children's Villages UK), Next Century Foundation, Global eHealth Foundation. Jest patronem Association for International Cancer Research, Clifton Scientific Trust, Welsh Sinfonia. Od 2017 jest kanclerzem uniwersytetu w Bolton.

## Życie osobiste
W 1988 ożenił się z Sylvaną Tomaselli, historyczką wykładającą na Uniwersytecie w Cambridge. Para ma troje dzieci:
- Edward Windsor, lord Downpatrick,
- lady Marina Windsor,
- lady Amelia Windsor.